# یواو زیو
یواو زیو (به انگلیسی: Yoav Ziv) مدافع اهل اسرائیل است که از سال ۲۰۰۶ تا ۲۰۱۲ میلادی عضو تیم ملی فوتبال اسرائیل بوده و در ۳۲ بازی ملی حضور داشته است.